# Uma2rman
Uma2rman (ранние названия — «Уматурман», «Umaturman» и «Uma2rmaH») — российская рок-группа из Нижнего Новгорода. Изначально состояла из братьев Кристовских — Сергея и Владимира, которые назвали группу в честь любимой актрисы Умы Турман. В дальнейшем для концертов были наняты дополнительные музыканты: Сергей Солодкин — барабаны, Юрий Терлецкий — соло-гитара, Алексей Каплун — клавишные, Александр Абрамов — саксофон, Сергей Серов — тромбон.
Приобрела известность после песен: «Прасковья», «Ума Турман», «Проститься», а также песни, звучавшей в финальных титрах фильма «Ночной Дозор». Также группа спела заглавную песню к ситкому «Папины дочки».
Группа получила награду как «Лучший дебют 2004» по версии Премии MTV RMA. В 2005 году группа в номинации «Прорыв года» и «Лучшая песня» с песней «Проститься» получила две награды Премии Муз-ТВ и была номинантом на премию «Лучший альбом».
В 2016 году группа стала лауреатом премии «Золотой граммофон 2016».

## История
Группа «Уматурман» (первоначально носившая название «Не нашего мира») была образована в июле 2003 года, когда братья Кристовские на нижегородской студии записали демо-альбом, состоящий из 15 песен. Его отправили в Москву по фирмам грамзаписи.
Первое публичное выступление группы в Москве состоялось 19 декабря 2003 года (в день рождения В. Кристовского) в клубе «16 тонн» на концерте Земфиры. Друзья, пригласив их туда в качестве подарка на день рождения, уже там сообщили братьям о том, что они смогут выйти на сцену и вместе с певицей исполнить свою песню «Прасковья» (запись которой они же ранее передали самой Земфире и она ей очень понравилась).
Первый клип группы был снят 23—24 марта 2004 года в городах Ялта и Гурзуф на ту же самую композицию, ставшую к тому времени настоящим хитом.
В июне «Уматурман» выступает на открытии Московского международного кинофестиваля, где в качестве почётного гостя был Квентин Тарантино.
Творчеством группы также заинтересовался режиссёр фильма «Ночной Дозор» Тимур Бекмамбетов и предложил им записать саундтрек к фильму. Фильм имел шумный успех в прокате, а главная песня долгое время оставалась на верхних строчках многих хит-парадов. После этого были сняты ещё два клипа: «Проститься» и «Ума Турман».
23 сентября того же года выходит дебютная пластинка группы «В городе N», а 16 октября группа становится победителем на церемонии MTV Russia Music Awards в номинации «Лучший дебют».
В 2005 году группа заключила контракт на выступления во Франции с компанией Warner Music. Агенты Умы Турман не дали согласие на использование имени актрисы, из-за чего группе пришлось сменить название на предложенное французскими партнёрами — «Uma2rman», или иногда «Uma2rmaH».
Группа неоднократно выступала на рок-фестивале «Нашествие».
В 2007 году группа написала текст и озвучила заставку сериала «Папины дочки». В 2009 ими был написан саундтрек к фильму «О, счастливчик!». В 2010 году приняли участие в работе над мультфильмом «Белка и Стрелка. Звёздные собаки». В том же году дали два квартирника — 12 марта (ДК им. Зуева) и 25 ноября (Клуб «Мао»).
В 2011 году выпускают четвёртый альбом «В этом городе все сумасшедшие», становятся номинантами премии Муз-ТВ в номинации «Лучшая рок-группа», но уступают группе «Мумий Тролль».
В 2014 году, 17 сентября, группа выступает на торжественном открытии нового московского клуба «Бруклин»[значимость факта?].
В 2015 году братьями Кристовскими была написана заглавная песня к телесериалу канала СТС «Принц Сибири», а в саундтрек сериала вошли ещё 4 песни группы.
В 2018 году при участии саунд-продюсера Павло Шевчука выходит альбом «Не нашего мира», носящий более экспериментальный характер. В него вошла песня «С любимыми не расставайтесь».
22 апреля 2022 года в «Чартовой дюжине» «Нашего радио» стартовала песня «Звёзды». Это особенная песня: В. Кристовский рассказал, что впервые поработал в соавторстве именно над ней — в этой песне он впервые поёт не свои стихи (текст написала Татьяна Лукина).
В апреле и мае 2022 года участвовали в патриотическом марафоне «Zа Россию».
31 октября 2022 года группа «Уматурман» и Сергей Корсаков презентовали в Музее космонавтики в Москве клип на песню «Звёзды», кадры которого были сняты на Международной космической станции. Это первый российский клип, фрагменты которого вместе со звуком были записаны в космосе.
3 августа 2024 года группа «Уматурман» была хедлайнером на концерте в г. Кудрово (Ленинградская область), посвящённом 97-летию Лениниградской области.

## Состав

### Текущие участники
- Владимир Кристовский — вокал, гитары, перкуссия, автор (2003—настоящее время)
- Сергей Кристовский — бас-гитара, гитара, бэк-вокал, аранжировки, автор, перкуссия (2003—настоящее время)
- Алексей Каплун — клавишные (2004—настоящее время)
- Юрий Терлецкий — соло-гитара, акустическая гитара (2005—настоящее время)
- Александр Абрамов — саксофон, флейта, бэк-вокал (2011—настоящее время)
- Сергей Серов — тромбон, бубен, шейкер (2014—настоящее время)
- Пётр Михеев — ударные (2021—настоящее время)[12]

### Бывшие участники
- Сергей Солодкин — ударные (2004—2021)[12]

## Дискография
Студийные альбомы:
1. «Прасковья»	2:49
2. «Ночной Дозор»	3:45
3. «Раненый в висок»	5:02
4. «Ума Турман (Тарантино Version)»	4:10
5. «Стрела»	3:30
6. «Ты ушла»	3:38
7. «Здравствуй, дорогая»	2:58
8. «Объясни мне»	3:45
9. «Ад»	4:09
10. «Дай»	4:04
11. «Тайд»	4:07
12. «Ни кола, ни дачки»	3:45
13. «Проститься»	5:00
14. «Прасковья (Radio Mix)»	3:03
15. «Прасковья (LaTrack Mix)»	2:25
16. «Ума Турман (Original Version)»	4:09
17. «Ночной Дозор (Film Version)»	3:52

1. Письмо Уме
2. Он придёт
3. Всё будет хорошо
4. Скажи
5. Эй, толстый
6. Китаец Чонь-Сунь
7. Зачем
8. Всё как обычно
9. Теннис
10. Колыбельная
11. А может это сон?
12. Ты далеко
13. Кто-то в городе
14. Птица счастья
15. В голове моей Г…
16. Река
17. Скажи (Slow version)
18. Скажи (LaTrack rmx)

1. Не позвонишь (feat. Патрисия Каас)
2. В городе лето
3. Припева нет
4. Куда приводят мечты
5. Че Гевара
6. Папины дочки
7. Записка
8. Любовь на сноуборде (feat. Людмила Гурченко)
9. Весеннее обострение
10. Дождь
11. Блюз
12. Кажется
13. Париж
14. Калифорния
15. Женщина
16. Романс
17. Дождись (feat. Тимати)

1. Не поминайте лихом
2. В городе дождь
3. Русский колорит
4. Мама
5. Лузер
6. Ты вернёшься
7. После седьмой
8. В этом городе все сумасшедшие
9. В твоих глазах
10. В пролесье
11. Оля из сети
12. Разметало
13. Не жди
14. Тебе понравится
15. Я так и не узнал
16. А знаешь, всё ещё будет
17. Свеча
18. Объясни мне

1. Пой, весна
2. Один на один
3. Мои красавицы
4. Камон
5. Токсины
6. На другом берегу зимы (feat. Варвара Визбор)
7. Небо
8. Мысли
9. Хэппи
10. Налей мне
11. Диджитал Раша
12. На пороге весны
13. Пятница
14. Лети, ветер ледяной
15. Где-то опять салют

1. В одну сторону (feat. Павло Шевчук)
2. Тили Бом
3. Калория
4. Молитва
5. Собака без передней ноги
6. За тобой
7. С любимыми не расставайтесь
8. Жюль Верн
9. Любимый город

Сборники
1. «Прасковья»
2. «Ночной дозор»
3. «Ума Турман»
4. «Тайд»
5. «Ты ушла»
6. «Кино»
7. «Скажи»
8. «Ты далеко»
9. «Теннис»
10. «Не позвонишь» (feat. Патрисия Каас)
11. «В городе лето»
12. «Папины дочки»
13. «Куда приводят мечты»
14. «Дайте сигарету!»
15. «Любовь на сноуборде» (feat. Людмила Гурченко)
16. «Проститься»

Синглы:
| Год  | Название                                          | Чарты | Чарты          | Чарты            |
| Год  | Название                                          | RUS   | Moscow Airplay | Итоговый годовой |
| ---- | ------------------------------------------------- | ----- | -------------- | ---------------- |
| 2004 | «Прасковья»                                       | 63    | —              | —                |
| 2004 | «Прасковья (RMX)»                                 | 64    | —              | —                |
| 2004 | «Ночной дозор»                                    | 3     | —              | 27               |
| 2004 | «Проститься»                                      | 2     | 61             | 6                |
| 2004 | «Главное, ребята, сердцем не стареть»             | 71    | —              | —                |
| 2005 | «Ума Турман»                                      | 17    | 27             | —                |
| 2005 | «Ты далеко»                                       | 1     | 7              | 14               |
| 2005 | «Теннис»                                          | 20    | 37             | 176              |
| 2005 | «Скажи»                                           | 20    | 51             | 134              |
| 2006 | «Письмо Уме»                                      | 22    | 30             | —                |
| 2006 | «Кино»                                            | 77    | —              | —                |
| 2007 | «Дождись» (feat. Тимати)                          | 78    | —              | —                |
| 2007 | «В городе лето»                                   | 10    | 8              | 84               |
| 2007 | «Песенка фронтового шофёра» (feat. Олег Газманов) | 152   | —              | —                |
| 2007 | «Припева нет»                                     | 22    | 52             | 194              |
| 2007 | «Папины дочки» (OST «Папины дочки»)               | 28    | 73             | 196              |
| 2007 | «Любовь на сноуборде» (feat. Людмила Гурченко)    | 103   | 183            | —                |
| 2008 | «Не позвонишь» (feat. Patricia Kaas)              | 14    | 28             | 71               |
| 2008 | «Калифорния»                                      | 157   | —              | —                |
| 2009 | «Кажется»                                         | 18    | 21             | 62               |
| 2009 | «В городе дождь»                                  | 31    | 46             | 197              |
| 2009 | «Свеча»                                           | 169   | —              | —                |
| 2010 | «Объясни мне» (feat. После 11-ти)                 | 216   | —              | —                |
| 2011 | «В этом городе все сумасшедшие»                   | 140   | 191            | —                |
| 2011 | «Оля из сети»                                     | 189   | 112            | —                |
| 2012 | «Гороскоп»                                        | 102   | 123            | —                |
| 2013 | «Пятница»                                         | 96    | 72             | —                |
| 2014 | «Налей мне»                                       | 175   | —              | —                |
| 2014 | «Хэппи»                                           | 181   | —              | —                |
| 2016 | «Камон»                                           | 193   | —              | —                |
| 2016 | «Бестия»                                          | 48    | 69             | —                |
| 2016 | «Жюль Верн»                                       | 158   | —              | —                |
| 2018 | «Все на футбол»                                   | н.д.  | н.д.           | н.д.             |
| 2021 | «Белая птица» (feat.Екатерина Яшникова)           | н.д.  | н.д.           | н.д.             |
| 2022 | «Звёзды»                                          | н.д.  | н.д.           | н.д.             |

«—» песня отсутствовала в чарте

## Видеоклипы
- 2004 — Прасковья
- 2004 — Проститься
- 2004 — Ума Турман
- 2005 — Ума Турман (Tarantino Version)
- 2005 — Ты далеко
- 2005 — Теннис
- 2005 — Скажи
- 2006 — Кино
- 2006 — Париж
- 2006 — Дождись (feat. Тимати)
- 2006 — В городе лето (OST Волк и семеро козлят)
- 2007 — Папины дочки (OST Папины дочки)
- 2007 — Куда приводят мечты
- 2008 — Не позвонишь (feat. Патрисия Каас)
- 2008 — Дайте сигарету! (feat. Вера Полозкова, Александр А. Ревва)
- 2008 — Калифорния
- 2009 — Романс
- 2009 — Брат бородат (feat. Нестрой-Band)
- 2010 — В городе дождь (OST Белка и Стрелка. Звёздные собаки)
- 2011 — Оля из сети
- 2011 — Мама
- 2013 — Танцуй, муза
- 2014 — Налей мне
- 2015 — Happy (OST Принц Сибири)
- 2015 — Токсины
- 2016 — Бестия
- 2016 — Зависть
- 2017 — Камон
- 2017 — В одну сторону (feat. Павло Шевчук)
- 2018 — С любимыми не расставайтесь (feat. Павло Шевчук)
- 2018 — Все на футбол. Все на Матч
- 2018 — Настя
- 2019 — Сверкайте, Катя
- 2020 — Серёга говорит (feat. Василий Уриевский)
- 2020 — Луч солнца золотого
- 2021 — Поговори со мной
- 2022 — Атомная любовь
- 2022 — Звёзды (feat. космонавт Сергей Корсаков)